# شير (مغنية)
شيريل سركيسيان لابييري (بالإنجليزية: Cher)‏ المعروفة باسم شير، ولدت في 20 مايو 1946 في كاليفورنيا في الولايات المتحدة الأمريكية، لأب من أصل ارمني وهي مغنية، كاتبة أغاني وممثلة أمريكية، ومن إنجازاتها العديدة في مجال الغناء والتلفزيون والسينما حصلت على جائزة الأوسكار وجائزة الغرامي وجائزة إيمي وثلاث جوائز غولدن غلوب.
تزوجت شير من كاتب الأغاني سوني بونو عام 1967 وأنجبت منه طفلاً عام 1969 وتم الطلاق بينهم بسبب الغيرة عام 1975. وفي نفس العام تزوجت من رجلٍ آخر يدعى غريغ أولمان لكن زواجهما لم يدم طويلاً فقد تم الطلاق بينهما عام 1976 بسبب إدمان زوجها على الهيروين وقد أنجبت منه طفلاً لتصبح أماً عزباء لطفلين.
حصلت شير على جائزة أفضل ممثلة رئيسية في مهرجان الأوسكار عام 1984 عن دورها في فيلم الكوميديا الرومانسية Moonstruck. وقد حصلت على نفس الجائزة في مهرجان الغولدن غلوب (الكرة الذهبية) الذي سبق مهرجان الأوسكار عام 1984 عن دورها في نفس الفيلم.

## ألبوماتها
- Baby Don't Go, Sonny & Cher, 1964
- Look At Us, Sonny & Cher, 1965
- All I Really Want To Do, 1965
- The Wondrous World Of Sonny & Cher, Sonny & Cher, 1966
- The Sonny Side of Cher, 1966
- Cher, 1966
- In Case You're In Love, Sonny & Cher, 1967
- With Love, 1967
- Good Times, Sonny & Cher, Soundtrack, 1967
- Backstage, 1968
- 3614 Jackson Highway, 1969
- Gypsys Tramps & Thieves, 1971
- All I Ever Need Is You, Sonny & Cher, 1972
- Foxy Lady, 1972
- Bittersweet Love Songs, 1973
- Half Breed, 1974
- Mama Was A Rock & Roll Singer And Papa Used To Write All Her Songs, Sonny & Cher, 1974
- Dark Lady, 1974
- نجمة (توضيح), 1975
- I'd Rather Believe in You, 1976
- Cherished, 1977
- Two The Hard Way, Allman & Woman (Gregg Allman e Cher), 1977
- Take Me Home, 1979
- سجين, 1979
- ورد وشوك, Cher con la "Black Rose" band, 1980
- I Paralyze, 1982
- Cher, 1987
- Heart of Stone, 1989
- Love Hurts, 1991
- It's a Man's World, 1996
- Believe, 1999
- Not Com.mercial, 2000
- Living Proof, 2002
- Prossimamente, 2007
- Burlesque Soundtrack, 2010

## وصلات خارجية
- شير على موقع IMDb (الإنجليزية)
- شير على موقع ميتاكريتيك (الإنجليزية)
- شير على موقع الموسوعة البريطانية (الإنجليزية)
- شير على موقع روتن توميتوز (الإنجليزية)
- شير على موقع مونزينجر (الألمانية)
- شير على موقع قاعدة بيانات الأفلام العربية
- شير على موقع ألو سيني (الفرنسية)
- شير على موقع ميوزك برينز (الإنجليزية)
- شير على موقع رولينغ ستون (الإنجليزية)
- شير على موقع تيرنر كلاسيك موفيز (الإنجليزية)
- الموقع الرسمي